# Falange Española

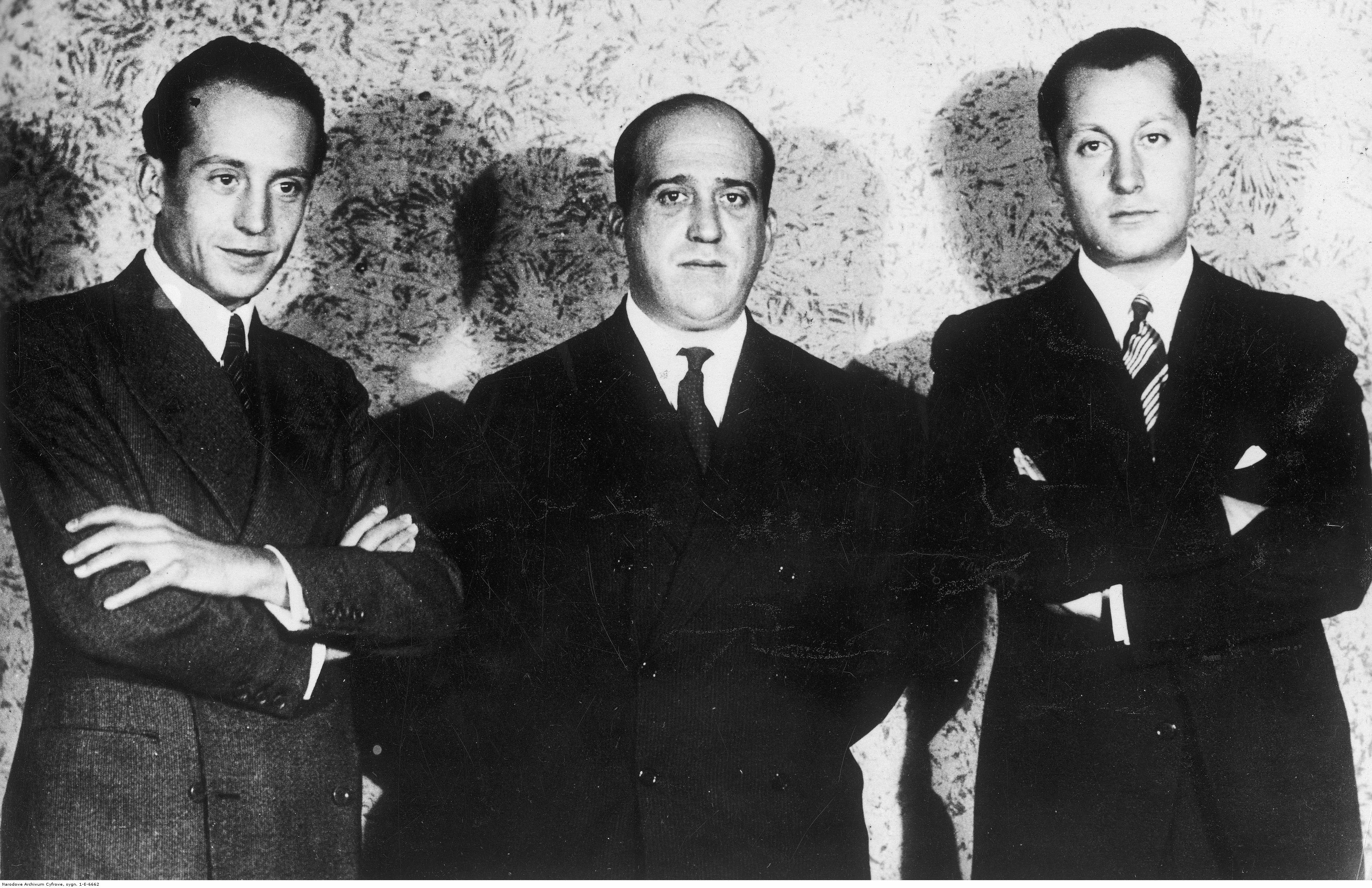
García Valdecasas, Ruiz de Alda en José Antonio Primo de Rivera in 1933 bij de oprichting

Falange Española (Nederlands: Spaanse Falange) was een op 29 oktober 1933 opgerichte falangistische politieke partij in Spanje.

## Opkomst tijdens de Tweede Spaanse Republiek

### Falange Española (1933-1934)
De Falange kwam voort uit twee kleinere fascistische groepjes, die geleid werden door José Antonio Primo de Rivera en Luís Ruiz de Alda. Tijdens het oprichtingscongres van 29 oktober 1933 in Madrid werd José Antonio tot Algemeen Leider (Jefe Nacional) van de Falange Española (FE) gekozen.

### Falange Española de las Juntas Ofensiva de Nacional Sindicalista (1934-1937)
De FE verkeerde als snel in financiële nood verkeerde fuseerde zij in 1934 met de in 1931 opgerichte Juntas de Ofensiva Nacional Sindicalista van Ramiro Ledesma Ramos tot de Falange Española de las Juntas Ofensiva de Nacional Sindicalista (FE de las JONS). Ideologisch gezien was de Falange niet geheel fascistisch, maar was ook populistisch-socialistisch (mede door de invloed van de sociale voelende leiding der partij) en traditionalistisch (men greep vaak terug op het glorieuze Spaanse verleden). Vanaf de oprichting van de FE, en zeker na de fusie met de JONS, werden er vriendschappelijke betrekkingen aangeknoopt met de fascistische PNF van Benito Mussolini en in mindere mate met de Duitse NSDAP van Adolf Hitler. Overigens was de FE de las JONS sterk gericht op het Italiaanse fascisme.
De FE de las JONS had ook enkele antisemitische trekjes, maar ging nooit zo ver als de Duitse nationaalsocialisten en later het Italiaanse fascisme. Wel was de Falange het bolwerk van personen die geloofden in joodse complotten en complotten van vrijmetselaars.
Bij de verkiezingen van februari 1936 behaalde de FE de las JONS maar twee zetels. Ledesma Ramos die al langer overhoop lag met José Antonio, stapte na de verkiezingsnederlaag uit de beweging en richtte de JONS opnieuw op. (Desondanks bleef de naam FE de las JONS behouden.) Wegens het toenemende straatgeweld, waar de Falange niet zelden bij betrokken was, werd de partij in maart 1936 door de regering verboden. José Antonio werd na het begin van de Spaanse Burgeroorlog geëxecuteerd in de gevangenis van Alicante.
De falangisten sloten zich tijdens de Burgeroorlog bij de nationalisten van Franco aan, hoewel de falangisten door de conservatieve generaals (met name van de carlistische zijde) werd aangeduid als onze rode bondgenoten, verwijzend naar het sociale-radicalisme dat de partij in haar beginjaren kenmerkte. Een exponent van de radicale vleugel binnen de FE de las JONS, Manuel Hedilla, werd in 1937 door de falangisten tot Jefe Nacional gekozen. Een paar dagen na zijn verkiezing, op 28 april 1937 werd hij door Franco aan de kant geschoven, omdat Hedilla zich tegen een fusie van de FE de las JONS met de carlistische Comunión Tradicionalista en alfonsistisch monarchistische Renovación Española verzette.

## Politiek monopolie
De afzetting van Hedilla maakte de weg vrij voor Franco om de fusie er door te drijven en om vervolgens het leiderschap op zich te nemen van de nieuwe beweging, de Falange Española Tradicionalista y de las Juntas de Ofensiva de Nacional Sindicalista (FET y de las JONS). Franco werd Jefe Nacional van de nieuwe fusiepartij. Andere politieke partijen werden verboden en het dagelijks bestuur kwam in handen van een secretaris-generaal (sinds 1939: minister-secretaris-generaal). Door de fusie moesten de oorspronkelijke falangisten, de Camisas viejas (Oudhemden), de macht delen met alfonsistische monarchisten, carlisten en conservatieve militairen. Een en ander leidde nogal eens tot wrijvingen tussen de oud- en nieuwkomers binnen de partij.
Als enig toegestane partij had de FET y de las JONS op een aantal gebieden alle macht in handen. Zo was er ook maar één enkele vakbond, het Sindicato vertical, dat door middel van de FET y de las JONS onder controle van de regering stond.
FET y de las JONS, Sindicato vertical, de vrouwen-, jeugd- en studentenafdelingen van de partij vormden samen de Movimiento Nacional (Nationale Beweging).

## Afnemende betekenis van de FET y de las JONS tijdens de Spaanse Staat
Nadat Franco de burgeroorlog in 1939 had gewonnen, zette hij zijn in de burgeroorlog al begonnen pro-As koers voort. De meeste falangistische leden binnen de nieuwe FET y de las JONS waren overtuigde bondgenoten van het Italiaanse en Duitse fascisme. Na het uitbreken van de Tweede Wereldoorlog in september 1939, en zeker na de Blitzkrieg in West-Europa, groeide de sympathie binnen de Falange voor de As. Mensen als Serrano Suner (zwager van Franco) en generaal Augustin Muñoz Grandes, vooraanstaande falangisten (overigens wel nieuwkomers binnen de partij), streefden naar Spaanse deelname in de oorlog aan de zijde van de As. De voorzichtige Franco wenste eerst nog een tijd af te wachten en te zien of de successen van met name Duitsland niet van korte duur waren, hetgeen medio 1943 het geval bleek te zijn. Franco hield Spanje uiteindelijk uit de oorlog, en in de loop van 1944 verving hij de pro-Duitse en pro-Italiaanse politici door gematigde en zelfs pro-Britse politici. Wel streed een voornamelijk uit falangisten bestaande Division Azul (Blauwe Divisie) mee aan het oostfront. Toen de Division Azul in 1943 officieel werd ontbonden, bleef een groot aantal van haar strijders als vrijwilliger aan het oostfront.
Al tijdens de eindfase van de Tweede Wereldoorlog distantieerde Franco zich van de Asmogendheden en later zou hij zelfs ontkennen dat hij sympathie had gehad voor nazi-Duitsland en fascistisch Italië. In juni 1945 werden de laatste pro-Duitse falangisten uit zijn regering verwijderd. In 1945 werd het minister-secretaris-generaalschap als ministerspost opgeheven, en in 1947 werd de fascistengroet afgeschaft. In 1948 werd echter de post van secretaris-generaal weer opgewaardeerd tot een ministerspost. De macht van de oorspronkelijke falangisten werd echter sterk beknot.
Halverwege de jaren 1950 volgde onder minister-secretaris-generaal José Luis Arrese (1956-1957) een korte opleving. Arrese, een oorspronkelijke falangist, probeerde Franco ervan te overtuigen afstand te nemen van de conservatieven en monarchisten in zijn regering, en te kiezen voor een puur falangistische en anti-kapitalistische koers. Hij bepleitte een nieuwe grondwet waarin duidelijk de rol van de Falange naar voren moest komen. De macht van het leger en de monarchisten was echter al zo sterk dat Franco hem als minister-secretaris-generaal ontsloeg en verving door José Solís Ruiz.
Eind jaren 1950, toen Spanje steeds meer op het Westen begon te leunen, raakte het falangisme in onbruik evenals de partijnaam. Hoewel de partijnaam officieel FET y de las JONS bleef, werd er vanaf de jaren 1960 steeds meer gesproken van de Movimiento Nacional (Nationale Beweging).
In de jaren 1960 en begin jaren 1970 deed Franco nog amper een beroep op de falangistische vleugel van de FET y de las JONS. Hij richtte zich voornamelijk op aanhangers van Opus Dei, de katholieke organisatie die een aantal handige technocraten voortbracht.

## Na de dood van Franco
Na het overlijden van Franco (november 1975) werd Spanje door toedoen van koning Juan Carlos en Franco's opvolgers die uit de Opus Dei gelederen kwamen, omgevormd tot een democratie. De FET y de las JONS werd in 1977 ontbonden. Sindsdien tooien een aantal semifascistische en neofascistische organisaties in Spanje zich met de naam Falange, zonder dat zij een rol van betekenis spelen. Adolfo Suárez, de voorlaatste minister-secretaris-generaal van de Falange nam afstand van het falangisme en was van 1976 tot 1981 minister-president van Spanje.

## Ministers-secretarissen-generaal

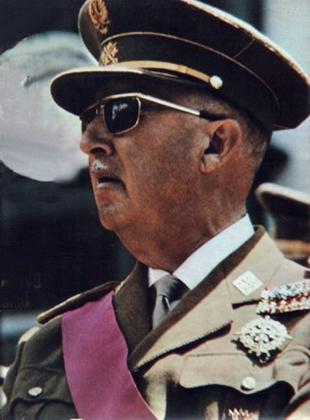
Generaal Francisco Franco was van 1937 tot zijn dood in 1975 Jefe Nacional van de FET y de las JONS

|  | Raimundo Fernández-Cuesta  | 30 januari 1938  | 9 augustus 1939  |
|  | Agustín Muñoz Grandes      | 9 augustus 1939  | 19 mei 1941      |
|  | José Luis Arrese           | 19 mei 1941      | 20 juli 1945     |
|  | -                          |                  |                  |
|  | Raimundo Fernández-Cuesta  | 5 november 1948  | 15 februari 1956 |
|  | José Luis Arrese           | 15 februari 1956 | 25 februari 1957 |
|  | José Solís Ruiz            | 25 februari 1957 | 29 oktober 1969  |
|  | Torcuato Fernández-Miranda | 29 oktober 1969  | 3 januari 1974   |
|  | José Utrera Molina         | 3 januari 1974   | 11 maart 1975    |
|  | Fernando Herrero Tejedor   | 11 maart 1975    | 12 juni 1975     |
|  | José Solís Ruiz            | 13 juni 1975     | 11 december 1975 |
|  | Adolfo Suárez              | 12 december 1975 | 6 juli 1976      |
|  | Ignacio García López       | 7 juli 1976      | 13 april 1977    |

## Partijsymbool

Juk en pijlen als partijsymbool

Het partijsymbool was de juk met de vijf pijlen (de phalanx). De partijkleuren waren rood en zwart en verwijzen naar de kleuren van de anarchosyndicalistische vakbond CNT en werden overgenomen van de JONS. Die partij presenteerde zich vooral als een soort nationalistische variant van het syndicalisme en Ledesma slaagde er in het begin nog wel in de sympathie van sommige CNT'ers te verwerven. Een enkele CNT'er maakte zelfs de overstap naar de JONS.
Een ander symbool was het bourgondisch kruis, het kenteken van de carlistische beweging. De traditioneel rood-geel-rode vlag van de Spaanse monarchie was ook een belangrijk symbool van de falangisten.

## Uniform
De leden van de Falange droegen een paramilitair uniform. Kenmerkend was het blauwe hemd met daarop het juk met de vijf pijlen erop geborduurd, vandaar dat ze ook wel de blauwhemden werden genoemd. Volgens de oprichters van de partij verwees de blauwe kleur naar de arbeiders, die vaak ook blauwe kleding droegen. Na de fusie met de carlisten droegen de falangisten de rode baret, een kenmerkend symbool van de Requetés, de militie van de carlisten. Om de dood van José Antonio te gedenken, droegen de falangisten vanaf 1937 een zwarte stropdas.